# Lực lượng Quốc phòng Úc

Cờ Lực lượng Quốc phòng Úc

 Lực lượng Quốc phòng Úc (tiếng Anh: Australian Defence Force, ADF) là lực lượng quân sự của Úc. Lực lượng Quốc phòng Úc gồm các nhánh chính Lục quân Úc, Không quân Hoàng gia Úc, Hải quân Hoàng gia Úc và một vài đơn vị nhỏ khác.
Mặc dù ba nhánh vũ trang của Úc được thiết lập từ thập kỷ đầu của thế kỷ 20 nhưng chúng không được liên kết với nhau trong một bộ chỉ huy tận khi Lực lượng Quốc phòng Úc được thành lập vào năm 1976. Lực lượng Quốc phòng Úc ngày càng trở lên lớn mạnh theo thời gian do sự kết hợp của các nhánh vũ trang.
Lực lượng Quốc phòng Úc hiện tại có khoảng 59.095 quân nhân thường trực và 28.878 quân nhân dự bị. Lực lượng Quốc phòng Úc mặc dù có quân số nhỏ nhưng có trang bị kỹ thuật rất hiện đại. ADF là lực lượng lớn nhất trong Châu Đại Dương, đóng góp vào vai trò quan trọng trong các hoạt động gìn giữ hoà bình trên thế giới.

## Vai trò

### Theo luật định
Lực lượng Quốc phòng Úc (ADF) được thành lập theo Đạo luật của Chính phủ trong hiến pháp Úc. Trong luật này, điều 51 của Úc có phần đề cập đến lực lượng quốc phòng và sự phòng vệ của Úc. Điều 114 trong Hiến pháp Úc nhằm ngăn chặn đất nước khỏi sự mở rộng lực lượng quốc phòng khi không có sự cho phép của cộng đồng. Điều 119, Liên bang Úc chịu trách nhiệm bảo vệ Úc khỏi sự xâm lược và điều kiện sử dụng lực lượng quốc phòng của đất nước.

### Các nhiệm vụ được ưu tiên hiện nay
Sách trắng Quốc phòng năm 2000 của Úc công bố Lực lượng Quốc phòng Úc có ba nhiệm vụ quan trọng được ưu tiên là:
1. Duy trì khả năng bảo vệ lãnh thổ Úc khỏi bất kỳ một cuộc tấn công nào mà không cần nhờ sự trợ giúp của nước khác.
2. Góp phần bảo đảm an ninh các vùng lân cận của Úc thông qua sự hợp tác với các nước lân cận và sự tham gia vàocác hoạt động gìn giữ hòa bình được phê chuẩn trong Liên Hợp Quốc.
3. Đóng góp vào liên minh các lực lượng quốc tế ở những nơi mà Úc có quyền lợi liên quan. Lực lượng Quốc phòng Úc cũng có trách nhiệm đóng góp vào việc giám sát các hoạt động bờ biển và đối phó lại với các tình trạng khẩn cấp, bao gồm cả những thảm hoạ tự nhiên.

Sự thay đổi gần đây nhất của chính phủ trong chính sách an ninh quốc gia của Úc cập nhật năm 2005 có tuyên bố "Sự khủng bố, sự gia tăng của vũ khí huỷ diệt hàng loạt và kết quả của những cam kết dễ thay đổi vẫn là các thách thức nhất đối với Úc. Do đó vai trò của ADF trong việc chống lại các nguy cơ trên cũng phải xác định dựa trên các nguy cơ này.

## Lịch sử

### Sự thành lập của Lực lượng Quốc phòng Úc
Úc đã duy trì lực lượng quân sự từ khi thành lập liên bang thành một quốc gia vào tháng 1 năm 1901. Lục quân Úc và Lực lượng Hải quân Liên bang đã được thiết lập theo sự thành lập Liên bang. Hải quân Hoàng gia Úc được thành lập vào năm 1909 trên cơ sở lực lượng Hải đoàn quân Liên bang.
Các hạm đội máy bay được thành lập như là một thành phần của Lục quân Úc từ năm 1912 và được tách ra để tạo thành Không quân Hoàng gia Úc vào năm 1921.

## Nhân sự

### Số người
Lực lượng Quốc phòng Úc có khoảng 59.095 quân nhân thường trực và 28.878 quân nhân dự bị trong năm tài khoá 2019-2020, bao gồm cả các quân nhân đang phục vụ tại các chiến dịch quân sự của Úc tại nước ngoài cũng như các chiến dịch Gìn giữ Hòa bình của Liên Hợp Quốc . Lục quân là lực lượng lớn nhất, sau đó là Không quân và Hải quân 
| Lực lượng  | Thường trực | Dự bị  | Tổng cộng |
| Hải quân   | 13.650      | 2.925  | 16.575    |
| Lục quân   | 29.511      | 18.738 | 48.249    |
| Không quân | 14.313      | 5.499  | 19.812    |
| Tổng cộng  | 57.474      | 27.162 | 84.636    |

### Quân hàm
Hệ thống quân hàm của Lực lượng Quốc phòng Úc dựa trên hệ thống quân hàm của Lực lượng Vũ trang Anh Quốc (British Armed Forces/Her Majesty's Armed Forces) () và khối NATO. Các cách bố trí quân hàm cũng như phù hiệu của quân hàm của Lực lượng Quốc phòng Úc đều giống như của Lực lượng Vũ trang Anh Quốc, ngoại trừ phía Lực lượng Quốc phòng Úc có thêm dòng chữ "Australia" ở phía dưới của phù hiệu quân hàm.

## Chi phí quốc phòng

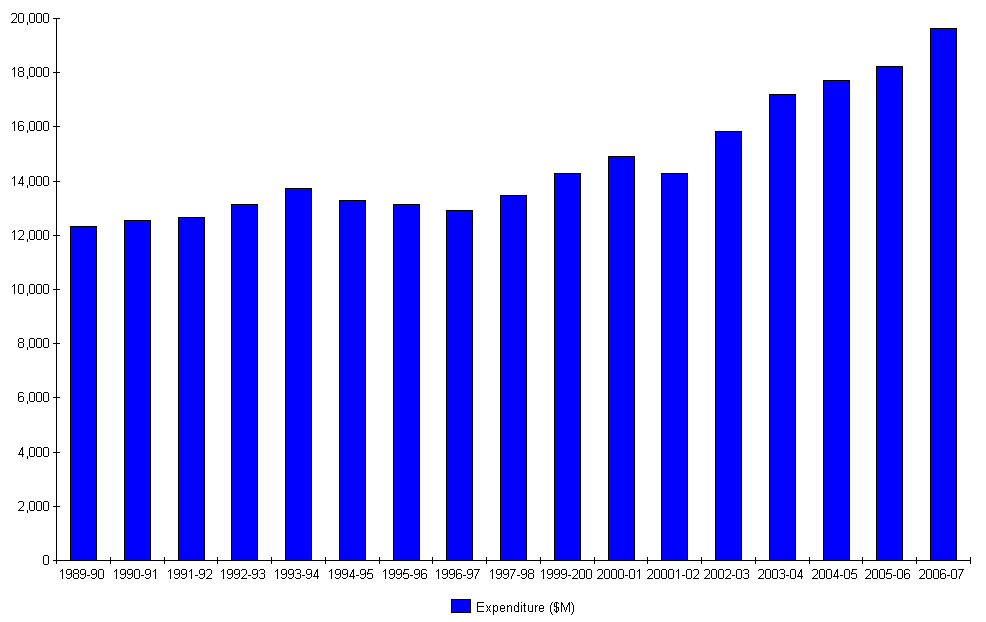
Chi phí quốc phòng của Úc từ năm 1990 đến năm 2007 theo giá trị quy về đô la thời điểm năm 2005

## Trang thiết bị hiện nay

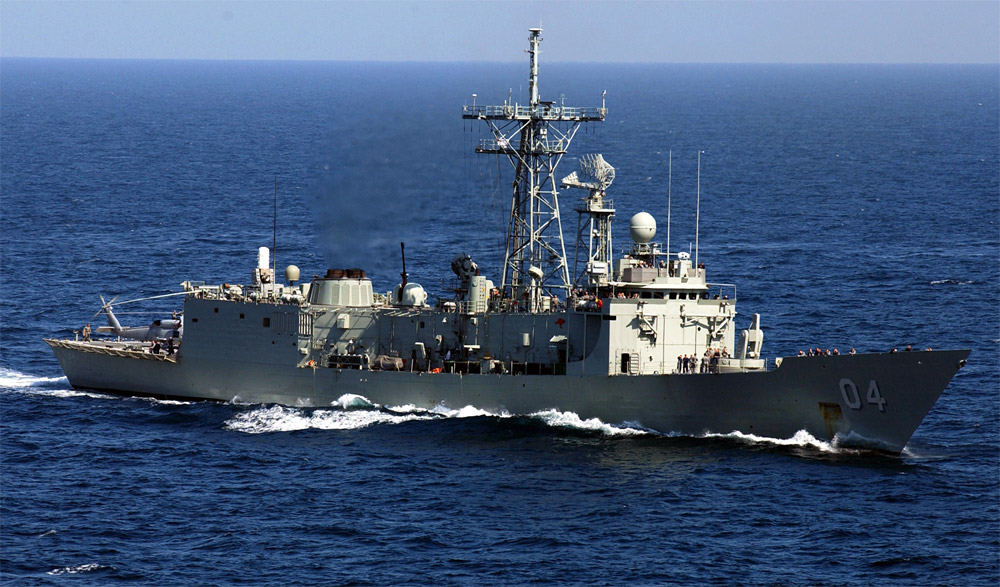
Tàu khu trục HMAS Darwin